# Giebel- und traufständig

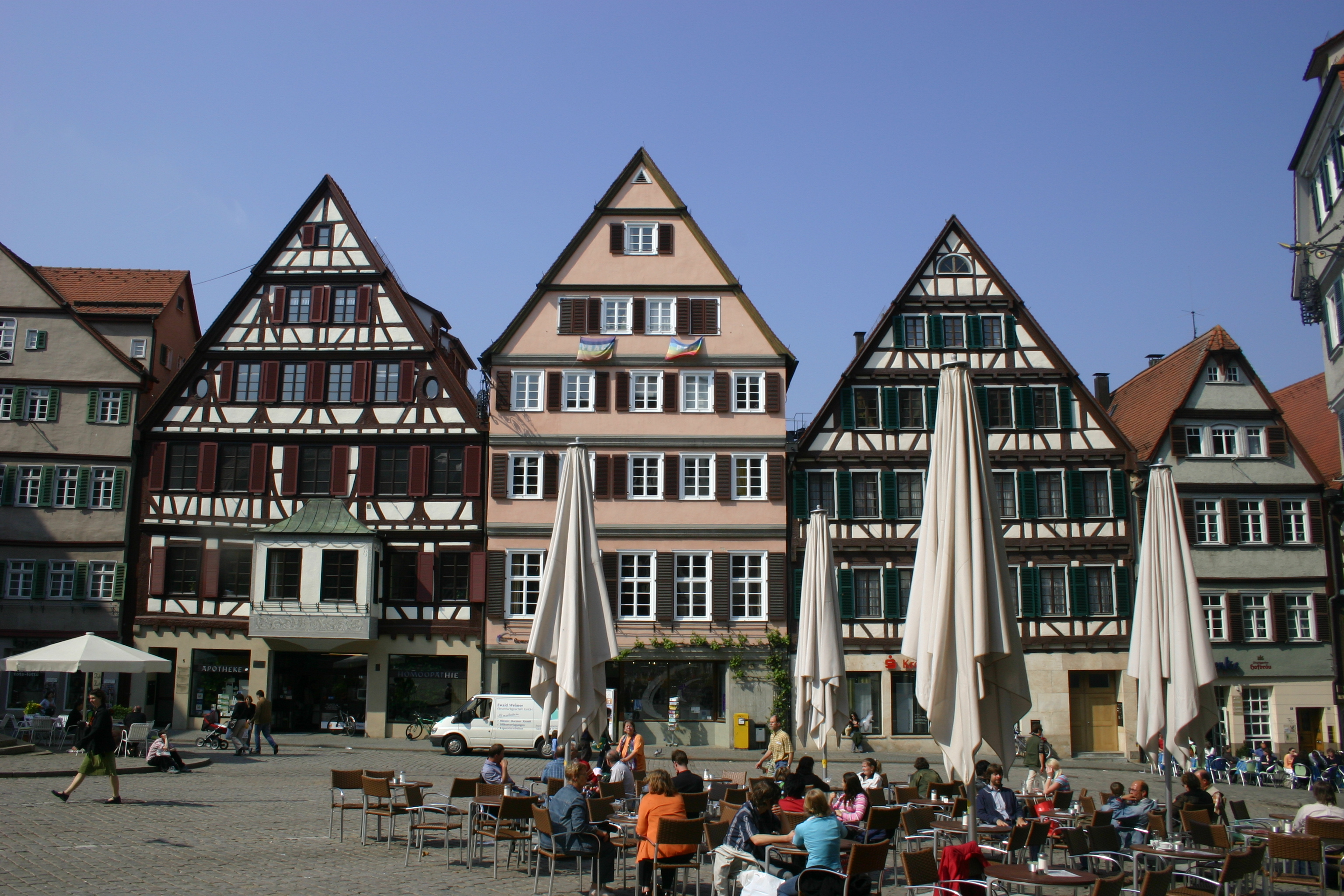
Schmale mittelalterliche Giebelhäuser am Tübinger Marktplatz

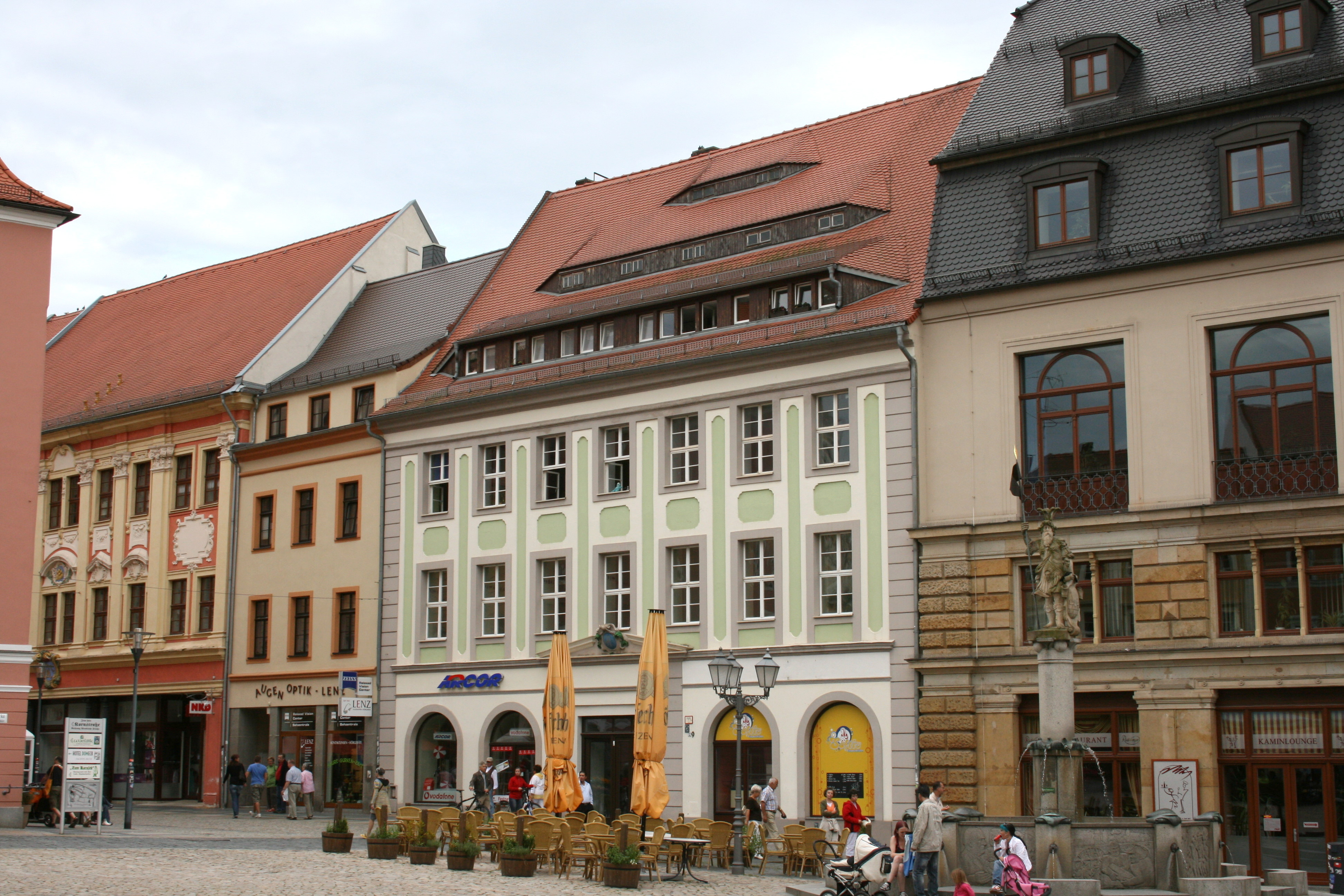
Traufständige, meist doppeltbreite Gebäude am Hauptmarkt in Bautzen

Die Begriffe giebelständig und traufständig bezeichnen die Orientierung eines Gebäudes, bezogen auf die Ausrichtung des Steildachs zur erschließenden Straße oder einem entsprechenden Platz. Die Begriffe werden in der Architektur und Stadtplanung verwendet, um Gebäude beziehungsweise ihre städtebauliche Situation zu charakterisieren. Ein giebelständiges Haus wird in Kurzform auch Giebelhaus genannt, ein traufständiges Haus entsprechend Traufenhaus oder Traufhaus. Eckgebäude sind in der Regel bezogen auf eine Straße giebelständig und bezogen auf die andere Straße traufständig.

## Definition
Bei giebelständiger Bauweise steht der Giebel eines Gebäudes zur Straße hin; der Dachfirst steht quer zu dieser. Ein derartig ausgerichtetes Gebäude wird auch als „Giebelhaus“ bezeichnet. Ein „Giebeldach“ ist in diesem Zusammenhang jede Art von Steildach (Satteldach, Krüppelwalmdach, Mansarddach, auch ein Pultdach) dessen Giebel zur Straße aus gerichtet ist.

Der Gegenbegriff ist die traufständige Bauweise. Hier steht die Dachtraufe des Steildachs an oder parallel zur Straße ausgerichtet und auch der First verläuft parallel zur Straße. Zwischen zwei benachbarten Giebelhäusern befindet sich im historischen Bauwesen oft eine Traufgasse; nur selten zwischen traufständigen Häusern.
Die Begriffe treffen keine Aussage zur Lage des Hauseingangs. Bei Flachdächern, Grabendächern und Kuppeln gilt die Unterscheidung giebelständig/traufständig nicht.

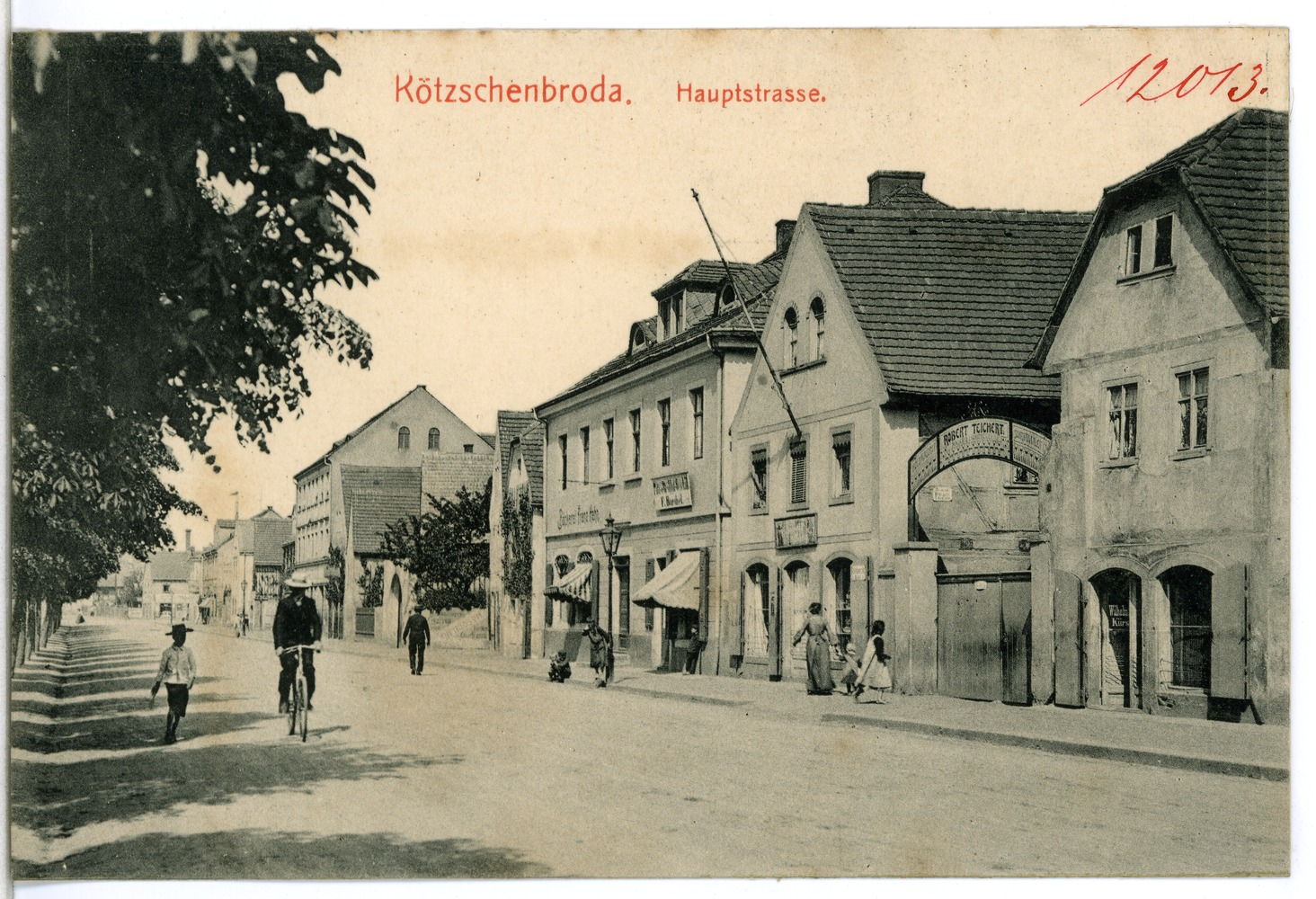
Giebelständige Bauernhäuser und spätere traufständige Bürgerhäuser in Altkötzschenbroda (1910)
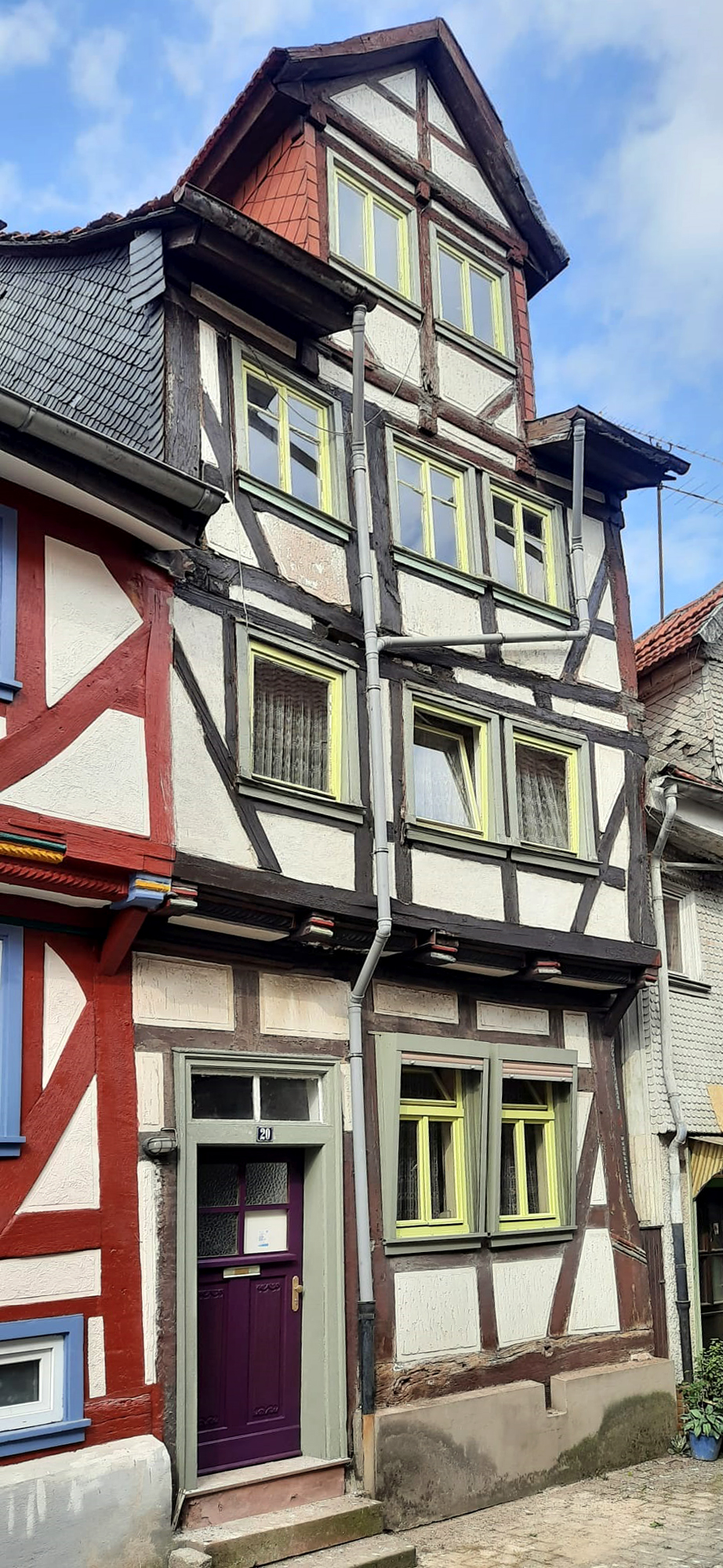
Untere Fulder Gasse 20 in Alsfeld, trotz Zwerchgiebel ein Traufenhaus

## Geschichte

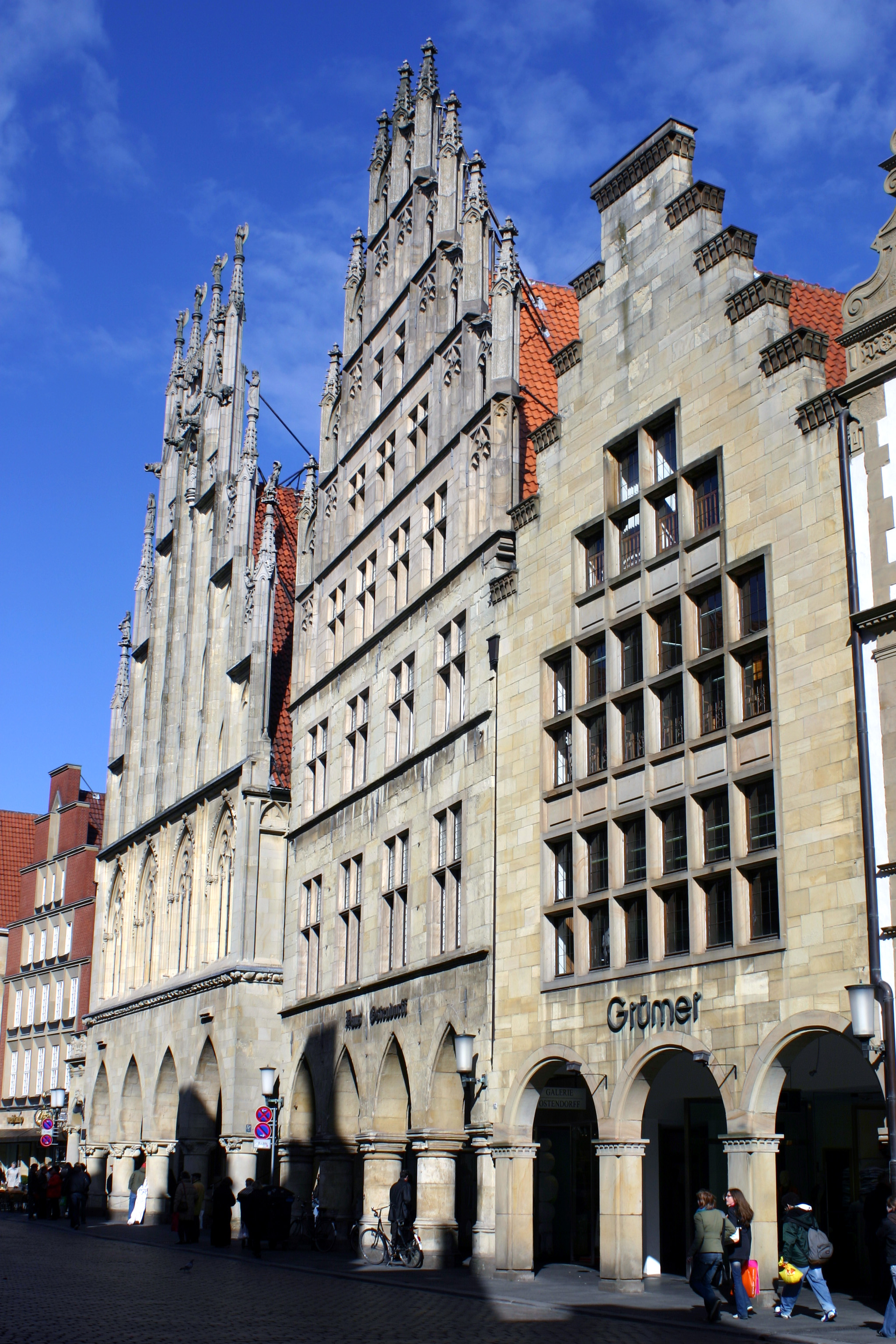
Über den First hinausgeführte Staffelgiebel am Prinzipalmarkt in Münster

Die giebelständige Bauweise gilt als typisch für die mitteleuropäischen Straßenbilder des Mittelalters und der frühen Neuzeit, wobei in manchen Fällen auch auf die schmuckvolle Ausführung der hoch über den First hinausgeführten Stirngiebel großer Wert gelegt wurde. Darüber hinaus gilt dies auch für viele Angerdörfer beispielsweise fränkischer Gründung, bei denen die Wohngebäude des Dreiseithofs giebelständig zum Anger ausgerichtet sind, während die Scheune im hinteren Bereich traufständig steht.
Allerdings sind Städte in Südwestdeutschland (Beispiel: Rottweil) und der Nordschweiz bereits im Mittelalter traufständig angelegt worden. Der Grund für diese Abweichung ist unbekannt.
Im 17. und 18. Jahrhundert kam es verbreitet durch Grundstückszusammenlegung sowie infolgedessen Umbauten und Aufstockungen zur Umwandlung von schmalen giebelständigen zu breiteren traufständigen Häusern und damit zum Verlust des charakteristischen Sägeprofils mittelalterlicher Städte.